# Deveti planet
Deveti planet (ali planet 9) je domnevni veliki planet na obrobju Osončja, čigar prisotnost bi pojasnila neobičajno tirno razporeditev čezneptunskih teles, ki večinoma krožijo onstran Kuiperjevega pasa.
Domneva je zaživela leta 2014 v obliki pisma reviji Nature, v katerem sta astronoma Chad Trujillo in Scott S. Sheppard sklepala o obstoju velikega planeta na podlagi podobnosti v tirih oddaljenih čezneptunskih teles Sedna in 2012 VP113. 20. januarja 2016 sta raziskovalca Konstantin Jurjevič Batigin in Michael E. Brown s Caltecha ugotovila, da je veliki planet na robu Osončja najverjetnejša razlaga za podobnost tirov šestih oddaljenih teles. Napovedani planet bi bil superzemlja, masa je bila ocenjena na desetkratnik mase Zemlje, premer na dva do štirikratnik Zemlje, močnoizsrednostni tir je tako oddaljen od Sonca, da je obhodni čas domnevnega planeta 15.000 let.
Na podlagi modelov nastanka planetov, ki vključuje tudi selitev planetov iz notranjega dela Osončja, kot je domneva o petem velikem planetu, avtorja namigujeta, da gre lahko za jedro planeta, ki ga je izvrglo s prvotnega tira v obdobju trkov in selitve planetov.

## Poimenovanje
Deveti planet nima uradnega imena in bo brez vse do uradne potrditve obstoja, običajno z optičnim slikanjem. Če bo potrjen, bo IAU potrdila njegove ime, kjer ima prednost poimenovanje, ki ga predlagajo odkritelji. Verjetno bo ime izbrano iz rimske ali grške mitologije.
V svojem izvirnem članku Batigin in Brown preprosto navajata telo kot »motilnik« (perturber). Šele v kasnejši tiskovni izdaji sta uporabila vzdevek »Deveti planet« (angleško Planet Nine).
Batigin in Brown sta za Deveti planet rabila tudi imeni »Jehoshaphat« in »George«. Brown je navedel: »Med najinimi pogovori sva ga dejansko imenovala ['Phattie'].«